# Order Świętych Maurycego i Łazarza

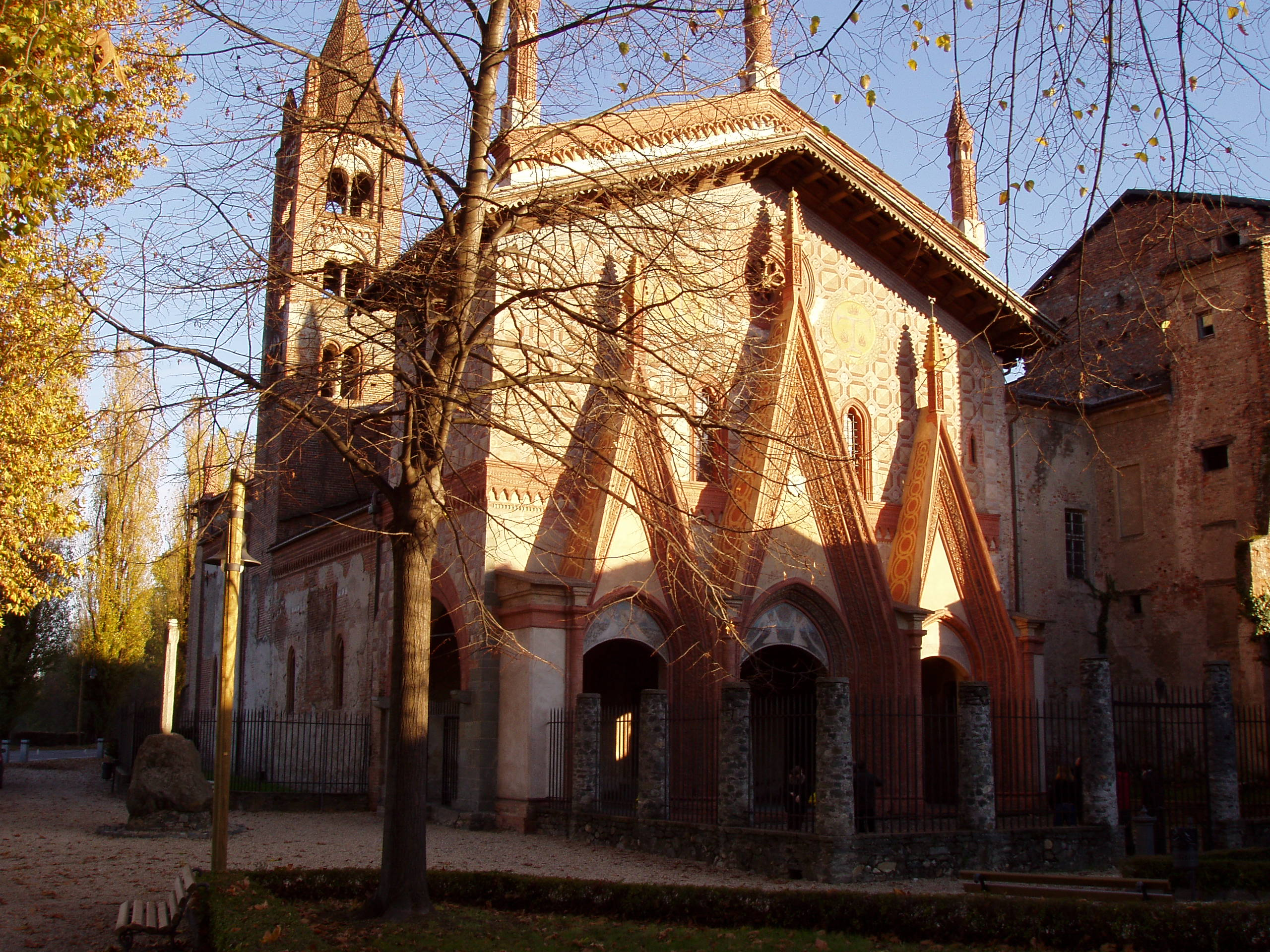
Kościół Sant’ Antonio di Ranverso k. Turynu, od 1776 do dziś w posiadaniu zakonu

Zakon (lub order) świętych Maurycego i Łazarza – pot. maurycjanie (wł. Ordine dei Santi Maurizio e Lazzaro) – obecnie zakon rycerski i order domowy dynastii sabaudzkiej, do 1946 odznaczenie państwowe Królestwa Włoch.

## Historia

### Historia do 1946 roku
Order został utworzony – pierwotnie jako zakon rycerski – przez księcia Emanuela Filiberta w 1572 z połączenia sabaudzkiego Zakonu św. Maurycego z włoskimi zakonnikami św. Łazarza (podlegającymi obediencji magistralnej z siedzibą w Kapui). Powstały w efekcie nowy zakon przejął włoskie posiadłości lazarytów i ich augustiańską regułę. Utworzenie nowego zakonu pod wezwaniem świętych Maurycego i Łazarza potwierdził papież Grzegorz XIII mocą bulli Pro Commisa z 1572. Dawny zakon św. Maurycego był religijnym zakonem rycerskim, a nowy zakon pod wezwaniem obu świętych posiadał charakter odznaczenia za zasługi wobec dynastii sabaudzkiej. Król Sardynii Wiktor Emanuel I nadał mu w roku 1816 nowe statuty, najobszerniejsze w historii orderów świata (226 paragrafów w 10 rozdziałach). Order podzielony został na trzy klasy:
- Kawaler z prawa (Cavaliere di giustizia) i kawaler z łaski (Cavaliere di grazia)
- Komandor (Commendatore, di grazia, di giustizia)
- Kawaler Wielkiego Krzyża (Cavaliere di Gran Croce, di grazia, di giustizia)

Godność kawalera z łaski nadawana była za długoletnią służbę państwową osobom stanu nieszlacheckiego, które posiadały co najmniej rangę podpułkownika lub jej odpowiednik w służbie cywilnej. Przy wszystkich stopniach „kawalerów z prawa” należało się wykazać ośmioma przodkami stanu szlacheckiego po mieczu i po kądzieli, mieć zezwolenie papieskie na ew. drugie małżeństwo oraz stosować się do zakazu poślubienia kobiety owdowiałej. Opłata wstępna wynosiła 1500 lirów w złocie, ale ubogi kawaler w wieku emerytalnym mógł uzyskać rentę w wys. 600 lirów.
Order Świętych Maurycego i Łazarza otrzymał w latach 1855–1857 nowe statuty: podzielono go na 5 klas według znanego schematu Legii Honorowej, dodając klasy Wielkiego Oficera (Grande Ufficiale, komandoria z gwiazdą) i oficera (Cavaliere Ufficiale), zniesiono wywód szlachectwa i podział na kawalerów z prawa i z łaski, i ustalono liczbę nadań na najwyżej: 60 Wielkich Krzyży, 150 Wielkich Oficerów, 500 komandorów, 2000 oficerów i nieograniczoną liczbę kawalerów. Nieomal masowo nadawany, order pozostał w tej postaci do zniesienia monarchii w roku 1946.

### Insygnia
Insygnia dawnego orderu to oznaka i gwiazda orderowa. Oznaką jest podwójny krzyż złożony z białego krzyża liliowego, zwanego także krzyżem św. Maurycego, i położonego na ukos między jego ramionami zielonego krzyża św. Łazarza (krzyża maltańskiego) z kulkami na zakończeniach ramion. I awers i rewers oznaki są identyczne.Gwiazda I klasy była srebrną muszlą z nałożoną na nią oznaką orderową, gwiazda II klasy srebrnym rombem z oznaką orderu. Wszystkie oznaki od I do IV klasy zawieszone były na złotej koronie królewskiej. Order noszony był na zielonej wstędze, przy I klasie z lewego ramienia na prawy bok.
| Kawaler Krzyża Wielkiego (Cavaliere di Gran Croce) |
| Wielki Oficer (Grande Ufficiale)                   |
| Komandor (Commendatore)                            |
| Oficer (Ufficiale)                                 |
| Kawaler (Cavaliere)                                |

## Organizacja po 1946 roku

Symbol Zakonu

Zgromadzenie, uznane w 1951 roku przez Republikę Włoską jako charytatywna organizacja społeczna, istnieje do dziś w postaci orderu domowego dynastii sabaudzkiej i prywatnego świeckiego zakonu rycerskiego. Ma ok. 3000 członków w różnych krajach Europy i Ameryki. Jest to powrót do dawnego rycerskiego zgromadzenia orderowego, ze specjalnym kanonicznym rytuałem, mundurami, płaszczami rycerskimi, oraz członkostwem kapelanów i kobiet. Dla kobiet wprowadzono stopnie Dama, Dama Ufficiale, Dama di Commenda i Dama di Gran Croce. Przywrócono stopnie kawalerów z prawa i z łaski oraz wywód szlachectwa dla kawalerów i dam z prawa, przy czym zachowano 5 klas dawnego orderu za zasługi. Jego obecnym Wielkim Mistrzem jest Wiktor Emanuel di Savoia-Carignano, głowa dynastii sabaudzkiej, książę Neapolu i tytularny Król Włoch. Nowi członkowie są przyjmowani raz do roku w marcu, w rocznicę śmierci króla Humberta II, na walnym zebraniu w opactwie Hautecombe (gmina Saint-Pierre-de-Curtille, Sabaudia). Posiadacze dawnego sabaudzko-włoskiego Orderu Zasług Cywilnych są automatycznie członkami zakonu Maurycego i Łazarza.
Jednym z najznamienitszych polskich kawalerów dawnego Orderu Świętych Maurycego i Łazarza był generał Władysław Anders. Zwierzchnikiem Polskiej Delegatury dzisiejszego zakonu był w swoim czasie hr. Juliusz Ostrowski, obecny prezes Związku Polskich Kawalerów Maltańskich. Obecnie Zakon Świętych Maurycego i Łazarza (od 2002) nie posiada polskiej jurysdykcji. Należy do niego także grupa Polaków w większości żyjących na emigracji.